# Hadejia
Hadejia (també apareix com Hadeja i Hadeija) és una ciutat haussa a l'est de l'estat de Jigawa a Nigèria, capital de l'emirat de Hadejia. La ciutat de Hadejia es troba a la carretera secundària entre Gumel i Nguru, que uneix la carretera principal a Kano i el ferrocarril a Kano i Nguru.
Hadejia és actualment el centre comercial més gran i més important de l'estat de Jigawa. La ciutat té una població a l'entorn dels 450.000 habitants dividits en tres parts derivades de les antigues Local Government Area en què va ser dividida abans de 1991 quan pertanyia a l'estat de Kano: Hadejia (el sud, incloent la ciutat vella), Malam Madori (el nord incloent els barris Shagari, Gandun Sarki i Gandun bundugoma) i Guri (la part oriental incloent la factoria d'arròs). La població només de la Hadejia Local Government Area és sensiblement menor i el 2006 era de 105.628 habitants.
La ciutat és ara un centre comercial pel cotó, el mill, la melca, el peix i l'arròs que es conrea a la vall del riu. Serveix com un punt de recollida important per als cacauets, un cultiu d'exportació. Hausses i fulanis crien vaques, cabres, gallines, ovelles i rucs. Hi ha diverses petites indústries de calç en parts disperses de la zona.